# Будинок на вулиці Саксаганського, 59-Б
Будинок на вулиці Саксаганського, 59-Б — житловий будинок у Голосіївському районі Києва, на вулиці Саксаганського. Зведений наприкінці XIX століття — на початку XX століття, має статус щойно виявленої пам'ятки історії.

## Опис
Будинок стоїть у другому ряді забудови вулиці Саксаганського. У «Зводі пам'яток історії та культури України» стверджується, що будинку перед ним, у першому ряді забудови, ніколи не існувало, проте на старих фотографіях можна побачити на цьому місті одноповерховий восьмивіконний будиночок. За даними авторів фотоальбому «Киев, которого уже нет. 1970—1980е», києвознавців Василя Галайби та Віктора Куца, цей будинок був зведений у другій половині XIX століття та знесений у 1990-х роках.
Будинок № 59-Б чотириповерховий, цегляний, фарбований, у плані Т-подібний. Чоловий фасад має дуже стриманий декор у цегляному стилі, симетричний, розчленований вертикально чотирма розкріповками, що фланковані пласкими лопатками. Вікна прямокутні, у центральних розкріповках — звужені. У пряслах розміщені три вертикальні ряди балконів, сучасне засклення яких дуже спотворює первісний вигляд будинку. Міжповерхові гурти прикрашені дентикулами та поребриками, фасад завершується розвиненим зубчатим карнизом. Головний вхід розташований по центральній осі фасаду. Сходова клітка освітлюються світловим ліхтарем.

## Видатні мешканці
У 1903—1905 роках у будинку мешкав вчений-механік Яків Маркович, професор Політехнічного інституту.
У 1904—1911 роках тут проживав філолог, історик, педагог і громадський діяч Володимир Науменко.
У 1901—1906 роках у будинку жив архітектор Костянтин Остроградський.